# Беате Шрамм
Беате Шрамм (нім. Beate Schramm, 21 червня 1966) — німецька академічна веслувальниця.
Олімпійська чемпіонка 1988 року в складі парної четвірки, учасниця 1992 року.
Чемпіонка світу 1986, 1989, 1990, 1991 років у складі парної двійки.
Чемпіонка світу серед юніорів 1983, 1984 років в одиночці.